# Kurt Milde

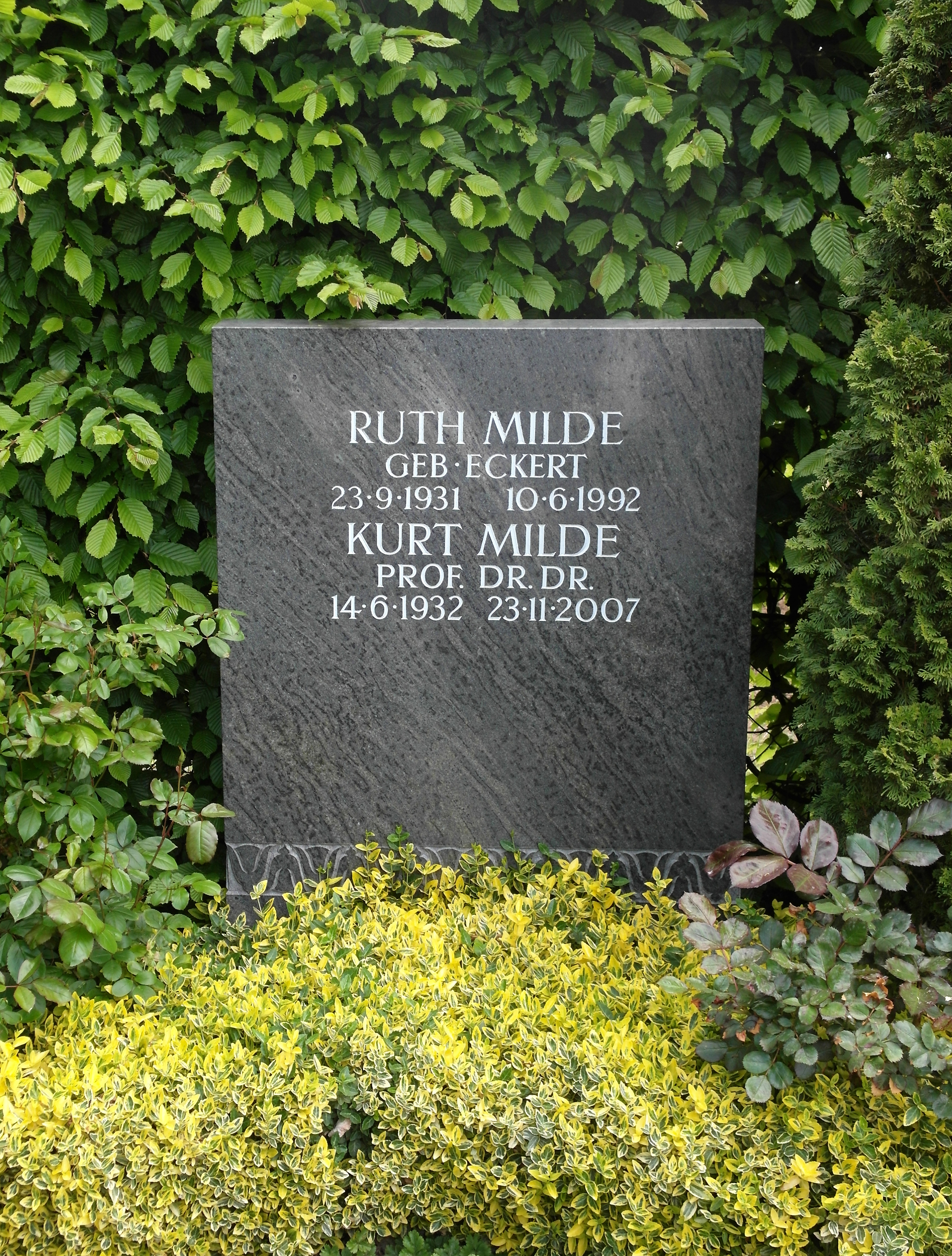
Grab von Kurt und Ruth Milde auf dem Friedhof Dölzschen

Kurt Milde (* 14. Juni 1932 in Steinschönau, Tschechoslowakei; † 23. November 2007) war ein deutscher Hochschullehrer und Architekt.

## Leben
Milde absolvierte eine Lehre als Zimmermann und studierte von 1950 bis 1957 Architektur an der Technischen Hochschule Dresden. Anschließend wurde er Assistent und Oberassistent am Hochschullehrstuhl von Georg Münter. Auf dessen Anregung verfasste er die Dissertation Die Rezeption antiker Formen in der bürgerlichen Architektur, die er 1967 erfolgreich verteidigte. Nach dem Tod Münters übernahm er 1964 dessen Vorlesungen im Fach Baugeschichte. 1969 wurde er Dozent für Theorie und Geschichte der Architektur an die Technische Universität Dresden, wo er 1973 zum Thema Zur historischen Entwicklung der gesellschaftlichen Funktion architektonischer Umwelt habilitierte und zum ordentlichen Professor für Theorie und Geschichte der Architektur ernannt wurde. Er legte zahlreiche Veröffentlichungen vor, darunter 1981 Neorenaissance in der deutschen Architektur des 19. Jahrhunderts.
Zu seinen Schülerinnen zählte Heidrun Laudel.